# Isosaari (ö i Finland, Södra Österbotten, Kuusiokunnat, lat 62,63, long 23,32)
Isosaari är en ö i Finland. Den ligger i sjön Saarijärvi och i kommunen Alavo i den ekonomiska regionen  Kuusiokunnat  och landskapet Södra Österbotten, i den sydvästra delen av landet, 290 km norr om huvudstaden Helsingfors. Öns area är 1,1 hektar och dess största längd är 270 meter i nord-sydlig riktning.